# Milan Simeunović
Milan Simeunovic (født 14. maj 1967 i det daværende Jugoslavien) er en tidligere fodboldmålmand fra Serbien og Montenegro. Han har desuden et belgisk pas. Han er 186 cm høj og vejer 85 kg.

## Karriere
- Juli 1991 – juni 1992: Borac Banja Luka (Bosnien-Hercegovina)
- Juli 1992 – juni 1995: Røde Stjerne Beograd (Serbien)
- Juli 1995 – juni 1996: Radnicki Beograd (Serbien)
- Juli 1996 – december 1997: Standard Liège (Belgien)
- Januar 1998 – juni 1998: IK Brage (Sverige)
- Juli 1998 – december 1999: Malmö FF (Sverige)
- Januar 2000 – juni 2000: Viborg FF (Danmark)
- Juli 2001 – juni 2002: Silkeborg IF (Danmark)